# アイチテル!
『アイチテル!』は、TBS系列（一部を除く）で放送されたTBS、吉本興業製作の恋愛バラエティ番組である。前身番組『ハナタカ天狗』から引き続き雨上がり決死隊（宮迫博之・蛍原徹）がMCを担当した。制作局のTBSでは、2005年10月5日から2007年9月26日まで、毎週水曜 23:55 - 翌0:25（JST）に放送された。
　

## 概要
番組名は、本番組開始直前の2005年3月から同年9月にかけて、愛知県にて「2005年日本国際博覧会」（通称：「愛・地球博」）が開催されたことにちなむ。
世界各国の在日外国人の女性たちを集めた恋愛バラエティ番組であり、毎回恋に悩む相談者がやって来る、「外国人の外国人による外国人のための恋愛番組」という新たな手法が特徴であった。 外国人といっても皆、日本語が達者であり、番組では「素人外国人」との触れ込みであるが、フィフィや王雪丹など出演者の一部は芸能事務所に所属するタレントが出演していた。随時オーディションで出場者を募り、男性相談者の回も放送された。また、2006年に入ってからは、フットサル対決など恋愛とは関係のないロケ企画や、日本の芸能人が相談に訪れるなどの新たな企画も行われた。2006年12月22日21:00 - 22:54（JST）には、2時間拡大版『とってもアイチテル!外国人女vs女芸能人・アリエナーイ!!!!!!!!日本メッタ斬りSP』としてゴールデンタイムに放送された。

## 主な外国人出演者
（）内は出身地、「」内はキャッチコピー。五十音順。
レギュラー　
- アムラ（ モンゴル） 「遊牧民の孫娘」
- イム・ボルム（ 韓国） 「目標は世界一のワキ役」
- 王雪丹（ 中国） 「趣味は『お金』」
- ガブリエラ（ ルーマニア） 「元カレはマフィアのボス」
- シモネ（ ブラジル） 「恋する情熱サンバダンサー」本人によるブログ
- チェン・チュー（ 中国） 「ウブなチャイナ姫」
- ティアナ（ ウクライナ） 「ベジタリアンの新婚妻」
- ディアナ（ ペルー） 「南米のセクシー隊長」
- フィフィ（ エジプト） 「ファラオの申し子」
- メラニー（ オーストラリア） 「関西からの刺客」 本人によるブログ
- リアナ（ ロシア） 「趣味はSM」
- レイラ（ エストニア） 「笑い上戸な若奥様」本人によるブログ

準レギュラー
- アジ（ セネガル） 「190cmの乙女」
- ヴィヴィアナ（ コロンビア）
- エボニー（ オーストラリア) 「東京在住･･･でも関西弁」
- 王碕（ 中国） 「社長令嬢 ライバルは王雪丹」
- カーウェン（ 中国）
- カン・ミンジョン（ 韓国）
- キム・ミナ（ 韓国）
- キャサリン（ アメリカ合衆国） 「芸者にあこがれて留学を決意」
- サブリナ（ イタリア） 「ママは元人気アイドル」
- サンリオ（ フィリピン） 「もえ系あゆ似主婦」
- シドニー（ アメリカ合衆国）
- ジェン（ アメリカ合衆国） 「シアトル出身の麻雀士」 本人によるブログ
- ジャブラン（ モロッコ） 「肝っ玉タトゥーアーティスト」
- シュミ（ バングラデシュ） 「インド料理屋の女将」
- デイジー（ フィリピン）
- ナディア（ フランス） 「凱旋門から赤門へ」
- ニコラ（ スリランカ）
- ニルファ（ アフガニスタン）
- ユリアナ（ ルーマニア）
- レオ（ ブラジル） 「ラテンのキャッツアイ」

その他
- 本田エディ（ 日本） 「イケメン同性愛者」

## ネット局
| 放送対象地域   | 放送局                    | 系列    | 放送日時                           | 備考       |
| -------------- | ------------------------- | ------- | ---------------------------------- | ---------- |
| 関東広域圏     | 東京放送（TBS）           | TBS系列 | 水曜 23時55分 - 翌0時25分          | 制作局     |
| 北海道         | 北海道放送（HBC）         | TBS系列 | 水曜 23時55分 - 翌0時25分          | 同時ネット |
| 岩手県         | IBC岩手放送（IBC）        | TBS系列 | 水曜 23時55分 - 翌0時25分          | 同時ネット |
| 宮城県         | 東北放送（TBC）           | TBS系列 | 水曜 23時55分 - 翌0時25分          | 同時ネット |
| 山形県         | テレビユー山形（TUY）     | TBS系列 | 水曜 23時55分 - 翌0時25分          | 同時ネット |
| 福島県         | テレビユー福島（TUF）     | TBS系列 | 水曜 23時55分 - 翌0時25分          | 同時ネット |
| 新潟県         | 新潟放送（BSN）           | TBS系列 | 水曜 23時55分 - 翌0時25分          | 同時ネット |
| 長野県         | 信越放送（SBC）           | TBS系列 | 水曜 23時55分 - 翌0時25分          | 同時ネット |
| 静岡県         | 静岡放送（SBS）           | TBS系列 | 水曜 23時55分 - 翌0時25分          | 同時ネット |
| 石川県         | 北陸放送（MRO）           | TBS系列 | 水曜 23時55分 - 翌0時25分          | 同時ネット |
| 岡山県・香川県 | 山陽放送（RSK）           | TBS系列 | 水曜 23時55分 - 翌0時25分          | 同時ネット |
| 山口県         | テレビ山口（tys）         | TBS系列 | 水曜 23時55分 - 翌0時25分          | 同時ネット |
| 熊本県         | 熊本放送（RKK）           | TBS系列 | 水曜 23時55分 - 翌0時25分          | 同時ネット |
| 宮崎県         | 宮崎放送（MRT）           | TBS系列 | 水曜 23時55分 - 翌0時25分          | 同時ネット |
| 鹿児島県       | 南日本放送（MBC）         | TBS系列 | 水曜 23時55分 - 翌0時25分          | 同時ネット |
| 沖縄県         | 琉球放送（RBC）           | TBS系列 | 水曜 23時55分 - 翌0時25分          | 同時ネット |
| 近畿広域圏     | 毎日放送（MBS）           | TBS系列 | 木曜 0時55分 - 1時25分（水曜深夜） | 7日遅れ    |
| 富山県         | チューリップテレビ（TUT） | TBS系列 | 金曜 0時20分 - 0時50分（木曜深夜） | 15日遅れ   |
| 広島県         | 中国放送（RCC）           | TBS系列 | 火曜 0時25分 - 0時55分（月曜深夜） | 19日遅れ   |
| 愛媛県         | あいテレビ（ITV）         | TBS系列 | 水曜 0時25分 - 0時55分（火曜深夜） | 20日遅れ   |
| 福岡県         | RKB毎日放送（RKB）        | TBS系列 | 水曜 0時25分 - 0時55分（火曜深夜） | 20日遅れ   |
| 中京広域圏     | 中部日本放送（CBC）       | TBS系列 | 木曜 23時55分 - 翌0時25分          | 50日遅れ   |

- TBSと一部のネット局では、23:50から5分間「もうすぐアイチテル!」を放送。この事前番組は不定期に休止される状況も見られた。
- 毎日放送（MBS）では、本来の時間帯に『ジャイケルマクソン』を放送している関係で、1週間遅れで放送された。
- 山陰放送（BSS）では、2007年の一時期に単発扱いで水曜日の23:58 - 翌0:28（JST）に放送されていた。
- 大分放送（OBS）では、2007年3月28日放送分で打ち切られた。

## スタッフ
- ナレーター : 井上喜久子、三村ロンド
- 構成 : 高須光聖、福原フトシ、松本真一、大井洋一、大塚博信
- リサーチ：  中川ゆーすけ、寺坂直毅
- TM・TD : 鳥井隆
- カメラ : 江浦友樹
- VE : 宇都宮勝
- 音声 : 中村心
- 照明 : 松田栄二
- CG : 山岡篤史
- 音響効果 : 湊航史
- EED : あべよしぞう(阿部芳三)・室谷光則（オムニバス・ジャパン）
- MA : 新田領
- 美術 : 高松浩則
- 美術制作 : 芳賀基広
- 装置 : 高野勝之
- 大道具操作 : 荷田豊
- 装飾 : 平林千栄子
- 電飾 : 今村和之
- 衣裳 : 軽石真央
- 持道具 : 貞中照美
- スタイリスト : 舛館和憲
- メイク : 吉田健二
- イラスト : 早川大介
- 番宣 : 小山陽介
- TK : 菅生浩子
- デスク : 大澤麻子
- AD : 宮崎順平、林出真実、羽場愛
- AP : 菊池絢子
- ディレクター : 山下朋洋、千葉博史、中島彰人、長田剛、内堀知人
- 総合演出 : 内山大輔
- プロデューサー : 安田淳　／　古川圭介（吉本興業）
- チーフプロデューサー : 荒井昌也
- 技術協力 : 東通、エヌ・エス・ティー、Bull、ティ・エル・シー
- 収録スタジオ : テイクスタジオ
- 制作協力 : エム・ファーム、E company
- 制作 : TBSテレビ、吉本興業
- 製作著作 : TBS